# 闍耶因陀羅跋摩六世
闍耶因陀羅跋摩六世（Jaya Indravarman VI、？—？），占城国13世紀的国王（在位：约1243年-1266年）。闍耶訶梨跋摩二世之子，闍耶波羅密首羅跋摩二世之弟。

## 生平
闍耶因陀羅跋摩六世原名诃梨提婆，哥哥闍耶波羅密首羅跋摩二世之后继位。他好学多闻，1265年遣使进贡越南陈朝。1266年，被外甥释利诃梨提婆杀死，保脱秃花也被斩断两个大拇指。释利诃梨提婆继位为因陀罗跋摩六世。